# Олни, Дэвид
Дэвид Чарльз Олни (англ. David Charles Olney, 23 марта 1948 года — 18 января 2020) — американский фолк-исполнитель, гитарист и автор песен.

## Ранние годы
Олни родился 23 марта 1948 года в Провиденсе, штат Род-Айленд. Он учился в университете Северной Каролины в Чапел-Хилл, но не получил высшего образования.

## Карьера
Олни присоединился к группе Simpson Блэнда Симпсона в 1971 году. Они записали один альбом в Нью-Йорке, а затем Олни переехал в Атланту в 1972 году.
Олни переехал в Нэшвилл в 1973 году. Пытаясь продать свои песни звукозаписывающим лейблам, он сформировал группу The X-Rays, с которой записал два альбома для Rounder Records, появился в музыкальной телепрограмме Austin City Limits, наряду с Элвисом Костелло. Группа прекратила существование в 1985 году.
Олни выступил в качестве сольного певца и автора песен и выпустил более 20 альбомов за четыре десятилетия, включая шесть живых записей. Он сотрудничал с такими артистами, как Джон Хэдли и Серхио Уэбб. Кавер-версии, в том числе совместные, его песен записывали Эммилу Харрис, Стив Эрл, Линда Ронстадт, Стив Янг, Дель Маккури, Лори Льюис и другие.

## Личная жизнь и смерть
У Олни была подруга в 1973 году, но она рассталась с ним, проживая в Атланте. Он проживал в Нэшвилле, штат Теннесси, со своей женой Региной. У них был сын Реддинг и дочь Лилиан. На заре сольной карьеры Олни восхищался Таунсом Ван Зандтом, который отвечал ему тем же .
Артист скоропостижно скончался от сердечного приступа во время выступления на сцене фестиваля авторской песни в Санта-Роса-Бич, штат Флорида, 18 января 2020 года, в возрасте 71 года. «Дэвид пел песню, вдруг сделал паузу, сказал: „Простите“ и склонил подбородок на грудь. Он не выронил гитару, не упал со стула. Он был нежен и деликатен, как всегда», — сказал Скотт Миллер.

## Дискография

### Сольные альбомы
- 1986: Eye of the Storm (Philo / Rounder)[10]
- 1989: Deeper Well (Philo)[10]
- 1991: Roses (Philo)
- 1991: Top to Bottom (Appaloosa)
- 1992: Border Crossing (SilenZ Records)
- 1994: Ache of Longing (Roadsongs)
- 1994: Live in Holland (Strictly Music)[8]
- 1995: High, Wide and Lonesome (Philo / Rounder)
- 1997: Real Lies (Philo)
- 1999: Through a Glass Darkly (Philo / Rounder)
- 1999: Ghosts in the Wind: Live at La Casa, Michigan (Barbed)
- 2000: Omar’s Blues (Dead Reckoning)
- 2002: Women Across the River: Live in Holland (Strictly Music)[8]
- 2003: The Wheel (Loud House)
- 2004: Illegal Cargo: Live in Holland (South Central)[8]
- 2005: Migration (Loud House)
- 2006: Lenora: Live in Holland (Strictly Country)
- 2007: One Tough Town (Red Parlor)[10]
- 2008: Live at Norm’s River Roadhouse, Volume 1 (Deadbeat) with Sergio Webb and Jack Irwin
- 2009: Ol' Diz: A Musical Baseball Story. A Songwriters' Work in Progress (Deadbeet) with John Hadley
- 2010: Dutchman’s Curve (Deadbeet / Continental Song City)[8]
- 2012: The Stone (Deadbeet)
- 2012: Robbery & Murder (Deadbeet) collects the EPs Film Noir, The Stone, and Robbery & Murder as a 3-CD box set
- 2013: Predicting The Past: Introducing Americana Music Vol.2 (Rootsy) [Two discs. Disc 2: retrospective 2000—2012, all previously released]
- 2014: Sweet Poison (Strictly Music) available at shows starting Nov. 2013, generally released in Jan. 2014
- 2014: When the Deal Goes Down" (Deadbeet)
- 2016: Holiday In Holland (Strictly Country) with Sergio Webb
- 2017: Don’t Try to Fight It (Red Parlor)

### Сольные EP
- 2011: Film Noir (Deadbeet)
- 2012: The Stone (Deadbeet)
- 2012: Robbery & Murder (Deadbeet)

### С Блэндом Симпсоном
- 1971: Симпсон

### С The X-rays
- 1981: Contender (Rounder)[10]
- 1984: Customized (Boulevard)[10]

### С Nashville Jug Band
- 1982: Nashville Jug Band (Rounder)[10]

### Синглы
- 2014: «When the Deal Comes Down»[12]

### Как композитор
- 1985: Майк Кросс — Solo At Midnight (Sugar Hill) — трек 5, «Джорджия май»
- 1985: Мими Фаринья — Соло (Филон) — трек 5, «Если бы мои глаза были слепы»
- 1986: Стив Янг — Look Homeward Angel (Mill) — трек 3 «Если бы мои глаза были слепыми»
- 1993: Эммилу Харрис — Молитва пастушки (Warner Bros. — трек 8, «Иерусалим завтра»
- 1995: Эммилу Харрис — Wrecking Ball (Elektra / Asylum) — трек 6, «Deeper Well» в соавторстве с Дэниелом Лануа и Эммилу Харрис
- 1995: Линда Ронштадт — Feels Like Home (Электра — трек 9, «Женщины пересекают реку»)
- 1996: Garnet Rogers — Night Drive ([Снежный гусь) — трек 6, «Любовь привязана к блюзу»
- 1999: Линда Ронштадт и Эммилу Харрис — Западная стена: Сессии в Тусоне (Убежище) — трек 5, «1917»
- 2006: Киран Кейн, Кевин Уэлч и Фэтс Каплин — «Потерянный Джон Дин» (Компас — трек 5, «Открытка из Мексики» (в соавторстве с Джоном Хэдли); трек 8, «Мистер Бонс» (в соавторстве с Клаудией) Скотт, Джон Хэдли и Кевин Уэлч)
- 2006: Slaid Cleaves — Unsung (Rounder) — трек 7, «Миллионер»
- 2007: Мэй Робертсон — Dream (Lyric Partners) — трек 14: «Dream a Dream» в соавторстве с Кэрол Эллиотт
- 2008: Эрик Брэйс и Питер Купер — вам не обязательно нравиться обоим
- 2008: Тим О’Брайен — Хамелеон (Howdy Skies) — трек 3, «Сад»; дорожка 7 «Хамелеон»; трек 12 «Когда в Риме» (все в соавторстве с Джоном Хэдли и Тимом О’Брайеном
- 2009: Del McCoury — по заказу (McCoury Music) — трек 11, «Кружева королевы Анны»
- 2009: Паскаль Бриггс — Наемник (Барабанная обезьяна) — трек 3, «Миллионер»
- 2009: Kieran Kane — Somewhere Beyond the Roses (Compass / Dead Reckoning) — трек 8, «Я забрал свою силу» (в соавторстве с Kieran Kane)
- 2009: The Wailin 'Jennys — Live в Mauch Opera House (Красный Дом) — трек 1, «Более глубокий колодец» в соавторстве с Дэниелом Лануа и Эммилу Харрис
- 2011 год: Анника Фелинг — Fireflies (Rootsy) — трек 12, «Я знаю лучше» (в соавторстве с Анникой Фелинг)
- 2012: Rocky Hill — Lone Star Legend (Плавающий мир) — трек 1, «Принеси сообщение Гарсии»; трек 2, «Go Down Dupree», трек 7, «Charleston Knife»

### В качестве приглашенного музыканта
- 2015: Tom Russell — The Rose of Roscrae (Proper)